# Sibetkatter
Sibetkatter (Viverrinae) är en underfamilj i familjen viverrider. Dessa djur lever på marken i delar av Afrika och Asien och är jämförelsevis stora. De har oftast en gråaktig eller gulaktig päls med en mönstring av strimmor eller fläckar.
Sibetkatternas ursprungliga levnadsområde omfattar stora delar av Afrika (utom Madagaskar) samt södra och sydöstra Asien. Underfamiljen omfattar sammanlagt 17 arter. Arten vanlig genett förekommer även i Sydeuropa.

## Släkten
Dessa släkten räknas till sibetkatter:
- Viverra
- Civetter (Civettictis)
- Liten indisk sibetkatt (Viverricula)
- Genetter (Genetta)
- Vattengenett (Osbornictis)
- Afrikanska linsanger (Poiana)

## Sibetkatter och människan
Tidigare betecknades bara släktena Viverra, Civettictis och Viverricula som sibetkatter, och det är dessa djur som producerar ett myskliknande ämne i sina analkörtlar. Ämnet kallas sibetolja, sibetmysk eller ibland bara sibet, och användes tidigare vid framställningen av vissa parfymer. Oljan utvinns då från djur som hålls i farmer. Numera används istället syntetiskt framställd sibetolja för detta ändamål.
Sibetkatter ska skiljas från sina släktingar, palmmårdarna i underfamiljen Paradoxuriʹnae. Det är dock endast palmmårdar som kan producera den dryck som går under namnet sibetkaffe.